# Байрам Ходжа
Байрам Ходжа (*д/н — 1378) — 1-й бей Кара-Коюнлу в 1374—1378 роках.

## Життєпис
Походив з туркменського племені Бахарлу. Про батьків замало відомостей. Його предки за часів перших ільханів Держави хулагуїдів перебралися на малозаселені після монгольських вторгнень землі східної Анатолії. Розпочав службу за останніх ільханів. Розпочав розширення своєї влади біля міст Ван та Ерзурум. Згодом уклав союз з державою Ширваншахів.
У 1366 році після поразки у битві при Муші став васалом Джалаїрського султанату. Водночас зумів об'єднати родинні племена в єдину конфедерацію, що отримала назву Кара-Коюнлу. Разом з султаном Увайсом I воював проти Чобанідів. за це отримав у володіння місто Ерджиш (біля озера Ван) та титул бея.
У 1374 році після смерті Увайса I, користуючись розгардіяшем в Джалаїрському султанаті, оголосив себе незалежним володарем. У 1374—1375 роках захопив області навколо Мосула та Зенджана з цими містами, заклавши основу майбутньої держави. У 1376 році проти байрам Ходжи виступив султан Хусейн I, який завдав поразки Кара-Коюнлу, відвоювавши Мосул та зенджан й усі області на схід від Ерзуруму. Байрам Ходжа відступив до озера Ван.
Помер у 1378 році. Його владу успадкував небіж Кара Мухаммед.